# Highwayman
Highwayman es un álbum lanzado en 1985 por el grupo The Highwaymen constituido de Kris Kristofferson, Johnny Cash, Waylon Jennings y Willie Nelson, el CD fue lanzado por el sello disquero Columbia y fue el primer y más exitoso CD.
Highwayman consta de 10 canciones y fue lanzado después de que la canción homónima, la cual es una versión de Jimmy Webb, llegara a la cumbre de los rankings country, seguido de ella vino "Desperados Waiting for a Train" la cual también llegó muy alto (entre los mejores 20) la cual también es una versión de Guy Clark.
Al principio el grupo no se llamaba "The Highwaymen" en sus primeros dos álbumes eran acreditados como "Nelson, Jennings, Cash, Kristofferson", el nombre oficial se reconoció mundialmente en su último CD, The Road Goes on Forever.

## Canciones
1. Highwayman – 3:00
(Jimmy Webb)
2. The Last Cowboy Song – 3:08
(Ed Bruce)
3. Jim, I Wore a Tie Today – 3:20
(Cindy Walker)
4. Big River – 2:45
(Cash)
5. Committed to Parkview – 3:18
(Cash)
6. Desperados Waiting for a Train – 4:34
(Guy Clark)
7. Deportee (Plane Wreck at Los Gatos) – 3:45
(Woody Guthrie)
8. Welfare Line – 2:34
(Paul Kennerley)
9. Against the Wind – 3:46
(Bob Seger)
10. The Twentieth Century is Almost Over – 3:33
(Steve Goodman y John Prine)

## Síntesis de las Canciones

### "Highwayman"
La canción que comparte nombre con el álbum fue la primera en ser lanzada, y el álbum se grabó después del éxito de esta canción. Esta canción se distingue por ocupar la voz de todos los cantantes y no tiene coros entre las estrofas que canta cada uno.

La canción trata de la muerte y el renacimiento (física y/o mentalmente), en los primeros 3 versos de la canción los personajes encuentran su fin, pero se encuentran interconectados. El personaje de Willie Nelson es un buscado ladrón, al principio de su verso tal vez sea la canción más recordada "I was a highwayman / Along the coach roads I did ride" (traducción: era un bandolero/ por las carreteras yo solía andar) el drástico final del personaje es que es atrapado y ahorcado en la primavera de 1825, al final del verso de Nelson dice "But I am still alive" (en español: pero sigo vivo) representando el tema durante toda la canción y la carrera del grupo.

El personaje de Kris Kristofferson era un marinero que había nacido debajo una ola. Viajaba en un barco bordeando la península de México cuando fue al mástil principal para atar unas cuerdas durante una tormenta, en ese momento Kristofferson canta "And when the yards broke off / they said that I got killed" (en español: y cuando las cuerdas y telas se rompieron / ellos dijeron que había muerto) terminando su verso con "But I'm living still" (en español: pero yo sigo viviendo).

El personaje de Waylon Jennings era un constructor de represas en el río Colorado construyendo la represa Hoover refiriéndose a la canción "a place called Boulder on the wild Colorado" (un lugar llamado Boulder , en el salvaje Colorado). Mientras él trabajaba Jennings dice "i slipped and fell into the wet concrete below" (resbalé y caí en el concreto fresco allá abajo) y fue enterrado en "that grey tomb that knows no sound" (esa tumba gris la cual no tiene sonido) e igual que los demás termina con la frase "But I'm still around" (pero sigo vivo)

El Último, el personaje de Johnny Cash empieza diciendo "I'll fly a starship / across the universe divide" (yo voy a volar una nave espacial / por todo el universo) introduciendo un elemento diferente a la canción, aunque en el video de la canción se ve un avión caza, lo de nave espacial se puede referir a eso, mientras Cash canta él dice "Perhaps I may become a highwayman again / Or I may simply be a single drop of rain / But I will remain / I'll be back again , and again , and again , and again" (en español dice: "Tal vez sea el bandolero de nuevo / o tal vez sea una simple gota de lluvia / pero yo seguiré / volveré otra vez y otra vez y otra vez y otra vez), el personaje se revela como una persona transitoria que es anterior a la reencarnación como un objeto o una persona, también sugiere que este personaje representa a todos al mismo tiempo.

El video de esta canción, como era de esperar, se concentra en la vida de los diferentes personajes y sus increíbles muertes (al ladrón, el marinero y el constructor de presas les cae un rayo eléctrico). Después de cada muerte aparecen uno por uno en un desierto andando a caballo mientras cabalgan se les tapan las caras con nubes y al momento de aparecer el cuarto y último personaje quien pilotaba en un avión caza (el de Cash) las caras de los 4 que terminan como la portada del álbum.

Es la canción más famosa del grupo y llegó hasta el #1.

### "The Last Cowboy Song"
La segunda canción del álbum, al igual que las 9 restantes, es una versión, esta vez es de Ed Bruce, quien ha escrito canciones como "Mamas Don't Let Your Babies Grow Up to Be Cowboys" y "The Last Cowboy Song" las cuales también cantaron Willie Nelson y Waylon Jennings para el CD WWII de 1982.

"The Last Cowboy Song" trata de la desaparición del Viejo Oeste norteamericano y los valores asociados a él. En la canción participan los cuatro pero en el momento en el que canta Cash se puede empezar a escuchar un coro hecho por los cuatro cantantes en la cual se hace una expresión de óvido a esa cultura diciendo "This is the last cowboy song / The end of a hundred-year waltz / The voices sound sad as they're singing along / Another piece of America's lost" (Esta es la última canción del vaquero / el fin de 100 años de vals / las voces suenan tristes mientras cantan / otro pedazo de América perdido). Por toda la canción se mencionan las historias de personajes como la expedición de Lewis y Clark, Wyatt Earp, William B. Travis, George Armstrong Custer y su 7.º de Caballería, entre otros como ejemplo de valores decrecientes perdiéndose en la realidad que se conoce hoy del Viejo Oeste. En la letra de la canción se menciona a un vaquero que representa todos los valores mencionados antes.

### "Jim, I Wore a Tie Today"
Es la tercera canción del álbum, fue escrita por Cindy Walker y cantada anteriormente por Eddy Arnold, Jimmy Dean y Tex Ritter entre otros y es cantada por Cash y Nelson, siendo la primera de 4 canciones en las que solo cantan ellos dos.

Es una canción lenta y trata de la muerte de un hombre llamado Jim el cual era amigo del narrador. Los personajes de Nelson y Cash conocían a Jim mientras tenían aventuras sacando oro. En la segunda parte de la canción los personajes hablan de como muere Jim mencionando "We did everything we could do for you, Jim / But your fever just wouldn't go down / So we put you in a wagon, Jim / and this mornin' we got you back to town / But when we got here, you were gone, Jim / and there wasn't anything anybody could do / They dressed you up in a fancy suit and a neck tie / So today, we wore one for you" (Hicimos todo lo que pudimos por ti, Jim / Pero tu fiebre no bajaba / Así que te pusimos en un tren, Jim / Y esa misma mañana te regresamos al pueblo / pero cuando llegamos tu te fuiste, Jim / Y no había nada que nadie pudiera hacer por ti / Te vistieron con un traje elegante y una corbata / Así que hoy, usamos una por ti), después de decir lo anterior se integra el personaje de Cash en un coro diciendo "Jim, Jim, so you're ridin' on ahead / Well if that's how it's going to be / When you reach those streets paved with gold / Jim, stake a claim out for me" ( Jim, Jim, tu cabalgabas adelante nuestro / Si es así como tiene que ser / cuando llegues a esas calles pavimentadas con oro / Jim, sácame un peso de encima).

Cash también grabó solo esta canción la cual fue lanzada en el CD Personal File (2006), la cual es una colección de todas las canciones que grabó en privado entre 1973 y 1982, el álbum fue lanzado casi 3 años después de la muerte del cantante.

### "Big River"
La cuarta canción del álbum, a diferencia de las anteriores, es una versión de Cash sacada del álbum Sings the Songs That Made Him Famous (1958), en esta nueva versión esta de acuerdo con ese tiempo, le agregaron más versos y está cantada por Jennings.

La canción cuenta la vida de un hombre que hace lo imposible por la mujer que ama la cual intencionalmente o no lo evade mientras viaje por el Río Misisipi. En el verso más conocido de la canción los 4 cantantes dicen "I taught the weeping willow how to cry, cry, cry / And I showed the clouds how to cover up a clear blue sky / And the tears I cried for that woman / are gonna flood you, Big River / And I'm gonna sit right here until I die" (Le enseñe a un sauce llorón como llorar, llorar, llorar / Y le mostré a las nubes como tapar el cielo azulado / Y las lágrimas que derrame por esa mujer / van a inundarte, gran río / y yo voy a sentarme aquí hasta que muera). El hombre la conoce en Minessotta y la ha perseguido desde entonces, ha pasado por Davenport, Iowa, luego por San Luis, Misuri donde descubre "she's been here but she's gone, boy, she's gone" (Ella está acá pero se ha ido, muchacho, se ha ido), luego pasó por Memphis, Tennessee, y al llegar a Natchez, Misisipi, el hombre se empieza a cansar de perseguirla y en el verso que se omitió de la versión original el hombre empieza a llorar de desesperación. El hombre pasa por Baton Rouge, Luisiana y finalmente Nueva Orleans prueba que es un desafío demasiado grande para él y deja de perseguirla diciendo "Go on, I've had enough / Dump my blues down in the gulf / She loves you, Big River, more than me" ( Vete, he tenido suficiente / Deja mi tristeza hundirse en el golfo / Ella te quiere Gran Río más a mi).

Después de la canción "Highwayman", esta es la más querida por el público.

### "Committed to Parkview"
Es la quinta canción de este álbum, no incluye las voces de Kristofferson y Jennings y es el último cover de canciones de Cash sacada del CD One Piece at a Time (1976).

"Committed to Parkview" es una de las pocas canciones country que trata el tema de la locura en los hospitales mentales. Empieza en el hospital Parkview donde el narrador anónimo comenta como si viviera ese momento. En el primer verso Cash menciona que hay 2 individuos presentes en Parkview, uno está sentado mirando el suelo (pensando que es Hank Williams cantando una canción) y la chica en la habitación 203 (quien lamenta haber fallado en su intento de convertirse en estrella y creer que los miles de canciones que ha escrito son excelentes). El narrador sigue diciendo "There are lots of special people / Staying in or passing through / And for one thing or another / Committed to Parkview" ( Hay mucha gente muy especial / Se quedan o se van / Por una u otra cosa / Comprometidos con Parkview), natablemente el narrador termina cada verso con "Committed to Parkview".

El segundo verso lo canta enteramente Nelson el cual empieza diciendo al descripción de la chica de la habitación 307 la cual era drogadicta aparte de ser una ex baterista tratando de conseguir drogas luego describe al chico que está abajo del narrador el cual es el hijo de una celebridad y como el padre nunca lo ve su madre lo tuvo que traer a Parkview.

El tercer verso es cantado por ambos cantantes y describe a una mujer que llora persistentemente diciendo "loud enough to wake the dead" (Llora tan fuerte que despertaría a un muerto) y también se describe a un cantante y compositor al cual traen después de un intento de suicidio.

En el último verso de la canción, cantado otra vez por ambos, se describee la vida rutinaria de un paciente despertándose a las 6:30 AM luego se toman la presión sanguínea, toman sus píldoras después de eso el narrador dice firmemente "there ain't nothin' wrong with me" (No hay nada de malo conmigo) y la canción termina mientras la música se desvanece y el narrador dice "they're taking good care of [him]" (Estamos cuidándolo [la]).

### "Desperados Waiting for a Train"
Es la canción más larga del álbum, "Desperados Waiting for a Train" es una versión de Guy Clark junto con Jerry Jeff Walker y el tema trata de la relación entre 2 generaciones diferentes representadas por un hombre joven y un hombre de alrededor de 70 años de
edad, la canción fue diseñada para ser una canción lenta con un coro que repetía el título de la canción. En la versión original de Clark era una autobiografía.

La canción empieza con Kristofferson cantando acerca de la relación entre la larga relación entre los 2 hombres, el viejo se sienta en la cocina a llorar contemplando su pasado y su condición actual también pensando de qué sirvió todo lo que hizo en el pasado. El viejo era un vagabundo, el mismo narrador lo llama "and old-school man of the world" (Un hombre viejo en el mundo). El joven se benefició de las experiencias del viejo como conducir cuando el viejo está ebrio y lo lleva a un bar llamado Green Frog Cafe donde el narrador observa que el viejo gasta sus últimos días tomando cerveza y jugando dominó. Durante los últimos años de la vida del viejo cuando estaba llegando a los 80 años, el joven ya era un adulto y el último día que el viejo viviría estos 2 personajes se juntaron de nuevo.

El último coro menciona que el viejo dice "Come on Jack, that son-of-a-gun's a-comin'" (Ven Jack, el hijo del pistolero ya viene) mencionando el nombre del narrador.

"Desperados Waiting for a Train" estuvo abajo de las mejores 20 canciones country y ningún video fue filmado sobre esta canción.

### "Deportee (Plane Wreck at Los Gatos)"
No como otras canciones de este álbum "Deportee (Plane Wreck at Los Gatos)" es una canción muy conocida de Woody Guthrie y Martin Hoffman. Esta es una canción de protesta que cuenta la historia de un avión que se estrelló el 29 de enero de 1948 durante la deportación de varios mexicanos que trabajaban en las granjas de California.

La canción trata sobre el trato racista hacia los pasajeros antes y después del accidente ya que según un informe radial los que murieron en ese accidente no eran deportados sino seres humanos. Principalmente la canción es cantada por Cash y Nelson aún que Kristofferson canta el segundo verso junto con Johnny Rodríguez quien canta una parte del coro diciendo "Goodbye to my Juan, goodbye Rosalita / Adiós mi amigo, Jesús y María / You won't have a name when you ride the big airplane / All they will call you will be "deportee" (Adiós a mi Juan / Adiós Rosalita / Adiós mi amigo Jesús y María / Tu no tendrás un nombre cuando estés a bordo del gran avión / Todos te van a llamar un "deportado"). El o los antepasados de los anónimos narradores habían intentado cruzar la frontera entre México y Estados Unidos y la mayor parte de la canción trata sobre los intentos que tuvieron.

El mensaje de esta canción, que critica fuertemente la discriminación, aparece en el verso final antes del coro diciendo "The sky plane caught fire over Los Gatos canyon / A fireball of thunder, it shook all the hills / Who are all of these dear friends, scattered like dry leaves? / The radio said they were just deportees" (El avión que se prendió en fuego arriba del cañón Los Gatos / Una bola de truenos que conmocionó las colinas / Quienes son todos estos amigos repartidos como hojas secas / La radio dijo que solo eran deportados).

### "Welfare Line"
Es la octava canción del álbum y es una versión de Paul Kennerley. Con 2 minutos y 34 segundos es la canción más corta del álbum pero cantan los 4 excepto Kristofferson quien no canta en los versos pero si los coros, la canción cuenta una historia desde 3 puntos de vista diferentes cuyas historias terminan con el coro "So pass around the bottle boys, let's talk about old times / Night's rollin' in, it's cold as sin / Here on the welfare line" (Pasen la botella chicos, hablemos de los viejos tiempos / La noche está cayendo, es más fría que el pecado / Aquí en la línea de welfare).

Muy claramente el tema principal son las personas que han tenido aventuras por su cuenta pero todos terminan en la línea Welfare. La historia del primer hombre con la voz de Willie Nelson cuenta que fue a Bethlehem en un tren a vapor, él había estado en una banda de trabajadores de la carretera en Georgia y terminé teniendo enormes deudas.

La historia del segundo hombre con la voz de Johnny Cash relata que estuvo en un conflicto internacional (posiblemente La Segunda Guerra Mundial, la guerra de Vietnam o La guerra de Corea), él era reconocido como militar pero cae en el mismo destino que los otros dos personajes, también se dice que tenía una esposa o amante llamada Rachel.

La historia del tercer y último personaje con la voz de Waylon Jennings relata a un misterioso hombre relacionado con el dinero según el verso que dice "Now some folks are born to money / You know I wish 'em well / If the devil should ever want my soul / I swear I'd never sell" (Algunas personas nacen para tener diner / Tu sabes yo les deseo bien / Si el diablo alguna vez quiere mi alma / Te juro que no la volveré a vender).

### "Against the Wind"
Es la penúltima canción del álbum, esta trata sobre las ambiciones, metas y acciones del ser humano. Es muy conocida ya que originalmente es de Bob Seger para su álbum homónimo de 1980, su único #1 en las listas.

Según Timothy White, editor de la revista Rolling Stone, "Against the Wind is about trying to move ahead, keeping your sanity and integrity at the same time" (Against the Wind se trata de ir hacia adelante, manteniendo la integridad y la cordura al mismo tiempo). La letra trata de la excitante vida de un joven lleno de amor, pasión y vigor "como si fuera un fuego incontrolable" contrastada con la vida de personas más viejas, sabias y experimentadas. En el primer verso se dice que el narrador es una mujer que supuestamente lo traicionó después de que el joven le aseguro su devoción hacia ella y su relación. El siguiente verso expresa el típico intento del joven de ir "contra la corriente" el coro menciona "Against the wind / We were runnin' against the wind / We were young and strong but just runnin' against the wind" (Contra el viento / Estamos corriendo contra el viento / Somo jóvenes y fuertes pero solo estamos corriendo contra el viento).

El segundo verso cantado por Nelson muestra como el personaje cambia a través de los años hasta que se da cuenta de "surrounded by strangers [he] thought were [his] friends" (Estar rodeado de extraños que él pensó eran sus amigos) y después "breakin' all the rules [he] could bend, he found [himself] seeking shelter against the wind" ( Rompiendo todas las reglas él estuvo ciego, él se encontró así mismo buscando refugio contra el viento).

### "The Twentieth Century is Almost Over"
Es la última canción, la que hace de cierre, se refiere al año en el cual fue lanzado el álbum y está escrita por Steve Goodman y John Prine.

"The Twentieth Century is Almost Over" empieza con Nelson mencionando que décadas atrás en 1899 todos cantaban "Auld Lang Syne". continuando Cash dice un recuento de lo que pasó a través de ese tiempo como la Gran Depresión y la Segunda Guerra Mundial y algunos inventos como los pisos de linóleo, la parafina y las puertas giratorias.

En el último verso cantado por Cash y Nelson hace referencias al Padre Tiempo (la personificacion del tiempo) y el día del juicio final terminando el álbum con una nota distintiva.

"The Twentieth Century is Almost Over" había sido previamente cantada por Cash en el álbum de 1980 Rockabilly Blues.